# پوخبرگ ام اشنیبرگ
پوخبرگ ام اشنیبرگ (به آلمانی: Puchberg am Schneeberg) یک منطقهٔ مسکونی در اتریش است که در ناحیه نوین‌کیرشن واقع شده‌است. پوخبرگ ام اشنیبرگ ۸۳٫۱۷ کیلومتر مربع مساحت دارد ۵۸۵ متر بالاتر از سطح دریا واقع شده‌است.